# El Inmaculado Corazón de María en Ecuador

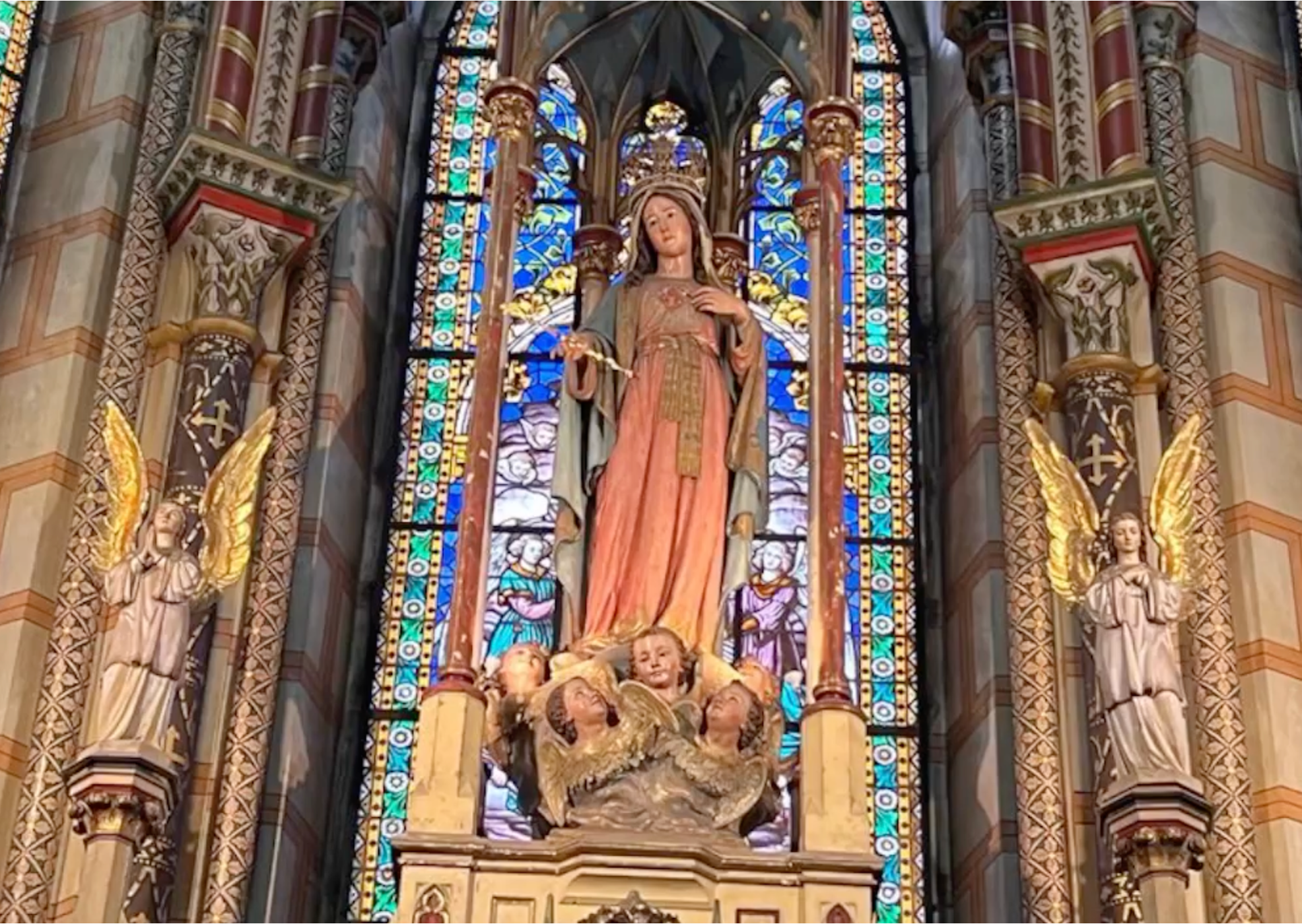
El Inmaculado Corazón de María en la Capilla de la Basílica del Voto Nacional

El Inmaculado Corazón de María en Ecuador tiene una larga historia desde que el culto iniciaría durante los primeros años de la Real Audiencia de Quito hasta la consagración en el siglo XIX. Es una devoción que esta vinculada con el culto al Sagrado Corazón de Jesús en la Iglesia católica y que en Ecuador en particular se ha desarrollado de manera paralela. En otras palabras, al ser el Ecuador el primer país en consagrarse al Sagrado Corazón, se creía que este reinaría en dicha república, pero por medio de la Inmaculada Virgen.

## Historia

### Aparición de Nuestra Señora del Buen Suceso

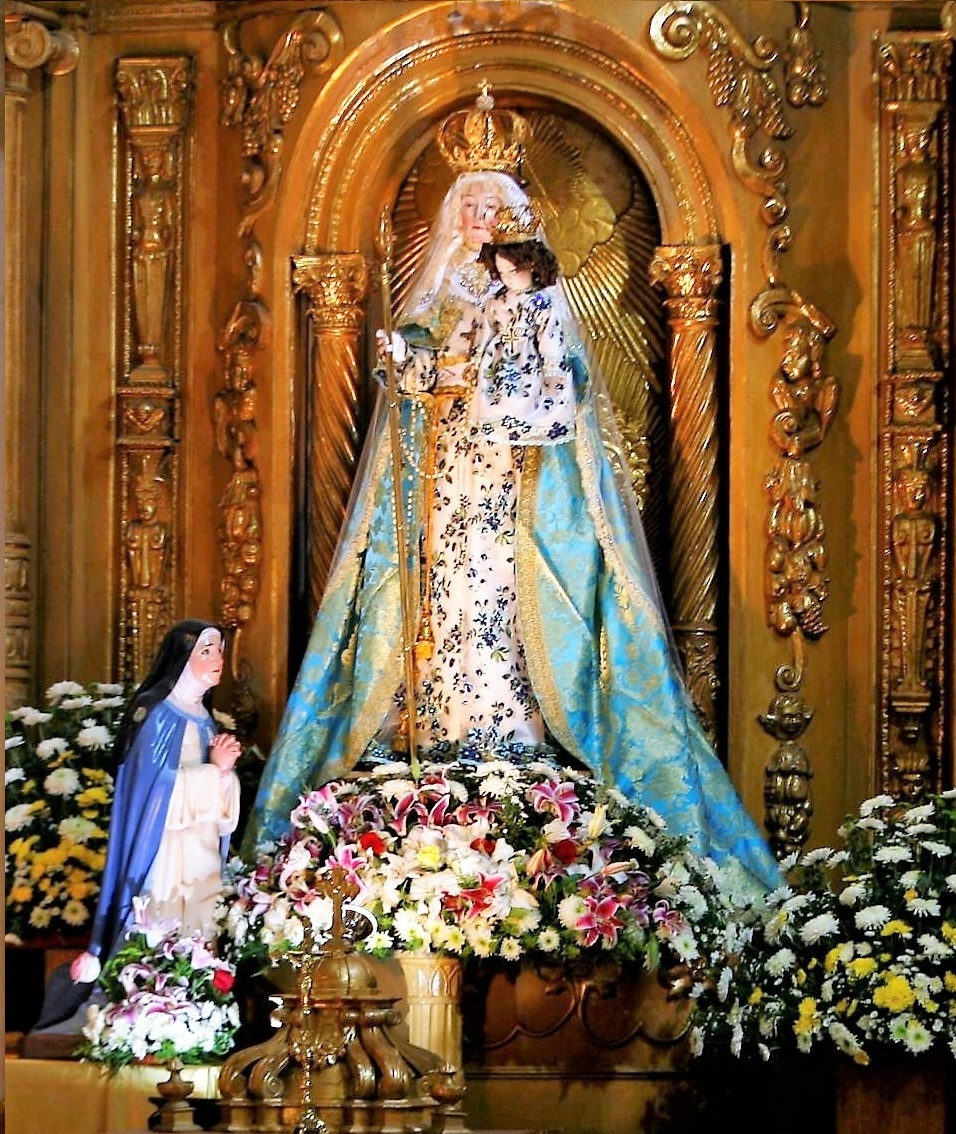
Nuestra Señora del Buen Suceso

El culto al inmaculado Corazón se desprende de las muchas advocaciones marianas que existen en Ecuador, empezando desde la primera aparición registrada de Nuestra Señora de la Merced en la isla de la Plata a los conquistadores, que posteriormente sería trasladada a la ciudad de Quito para reposar en la Iglesia de la Merced y convertirse en la patrona de las fuerzas armadas por su rol durante la Independencia de Ecuador. A esto se suma tal vez la devoción más importante, a Nuestra Señora del Buen Suceso quien se aparecería justamente en el Monasterio de la Inmaculada Concepción, el primer convento de Ecuador, a Mariana de Jesús Torres, pasando por las principales romerías a María como son la de Nuestra Señora de El Quinche y la de Nuestra Señora de El Cisne. Durante la época de la Real Audiencia de Quito, el culto a Nuestra Señora de Guápulo era muy fuerte por la aparición y los milagros que se llevaron a cabo en este lugar. Tanto la Virgen de Guápulo, como la de El Quinche y El Cisne son Vírgenes de Guadalupe, ya que esta advocación mariana era muy popular entre los conquistadores. A esto se deben sumar otras advocaciones marianas como fueron la de Nuestra Señora de Montserrat que sería importante en el culto que se realizaría en el Cerro Montecristi, que en la cultura manteña pertenecía a un templo donde se veneraba a la diosa Umiña. Este culto sería reemplazado por una imagen de la Virgen de Montserrat que sería un regalo de Carlos V a la iglesia de la Real Audiencia. De suma importancia fue también la advocación a Nuestra Señora del Rosario de Agua Santa por los milagros presentados frente a las erupciones del Volcán Tungurahua.
Todo esto hace que el Ecuador tenga una historia mariana muy profunda, cosa que comparte con América Latina en general. Este hecho lo resaltaba el padre Julio Matovelle de la siguiente manera:

América es el mundo de la Inmaculada Concepción, pues bajo este hermoso título ha querido la Virgen Santísima tomar posesión del nuevo Continente, con los dos más célebres santuarios erigidos en él a su nombre, a saber, el de Guadalupe en México, y el de Luján, en la República Argentina.
Matovelle

Complementa esta afirmación describiendo la situación en Ecuador, en particular:

Apenas realizada la fundación de Quito estableciéronse en ella conventos de religiosos, de Ordenes tan antiguas y célebres como las de San Francisco, la Merced y Santo Domingo, que atendían activa y celosamente al bien espiritual de los colonos y a la evangelización de las poblaciones indígenas recién conquistadas por las armas españolas. Sin embargo, la piedad de los quiteños no estaba satisfecha, deseábase con ardor hubiera en la nueva ciudad un monasterio de religiosas, y del título de la Inmaculada Concepción, por la devoción singularísima que desde los principios se profesó a este hermoso misterio de María en toda la América latina, especialmente en Quito.
Matovelle

### Fundación de La Inmaculada Concepción de Loja
Existe una ciudad que de Ecuador que está explícitamente fundada en honor al Inmaculado Corazón de María, la ciudad de Loja. Su proceso de fundación comprende dos momentos. El primero que se llevó a cabo en el Valle de Catamayo, que en la época era conocido como el valle de Garrochamba en el año de 1546. Esto se haría por orden de Gonzalo Pizarro con el nombre de La Zarza y tenía como objetivo ser una fortaleza en el austro de lo que posteriormente sería la Real Audiencia. La fundación definitiva se llevaría a cabo por Alonso de Mercadillo quien eligió el nombre de la ciudad española del cual el era oriundo: Loja, en Granada. A esto añadió el título de "La Inmaculada Concepción". Mercadillo quien era un cristiano nuevo y posiblemente de origen judío y se habría convertido para viajar a América. La advocación a María en esta parte de Ecuador empezó a cobrar fuerza poco a poco, a partir de la  devoción por la Virgen de El Cisne.

### Escritos sobre La Inmaculada Concepción
La literatura sobre el inmaculado concepción es abundante. Uno de los escritos más importantes sobre este misterio lo hizo Eugenio Espejo el 19 de julio de 1792 bajo el título de Segunda carta teológica sobre la Inmaculada Concepción de María. Esto se habría llevado a cabo por pedido del inspector del Santo Oficio.
A esto se suman la poesía devota de Juan León Mera y de Remigio Crespo Toral o también el estudio de Julio Matovelle titulado Imágenes y santuarios célebres de la Virgen Santísima en la América Española. Asimismo fueron importantes los escritos en el Nuevo mes de María por Federico González Suárez donde afirmaría:

¡Santo é inmaculado corazón de la Virgen, abismo, donde fueron atesorados los dones y gracias más preciosos de la bondad divina! Si del corazón de cada hombre dice la Escritura Santa, que Dios lo ha formado y fabricado, por sus propias manos, modelándolo y componiéndolo con primor, á la manera que el alfarero el barro de que fabrica los vasos de su arte, pues esa es la propia significación de las palabras de los Salmos: "Qui finxit singuillatim corda corum", va formando uno por uno el corazón de cada uno de los hombres, ¿qué no debemos decir y ponderar respecto del corazón de la Virgen?
González Suárez - Nuevo Mes de María

### La Catedral de la Inmaculada Concepción en Cuenca

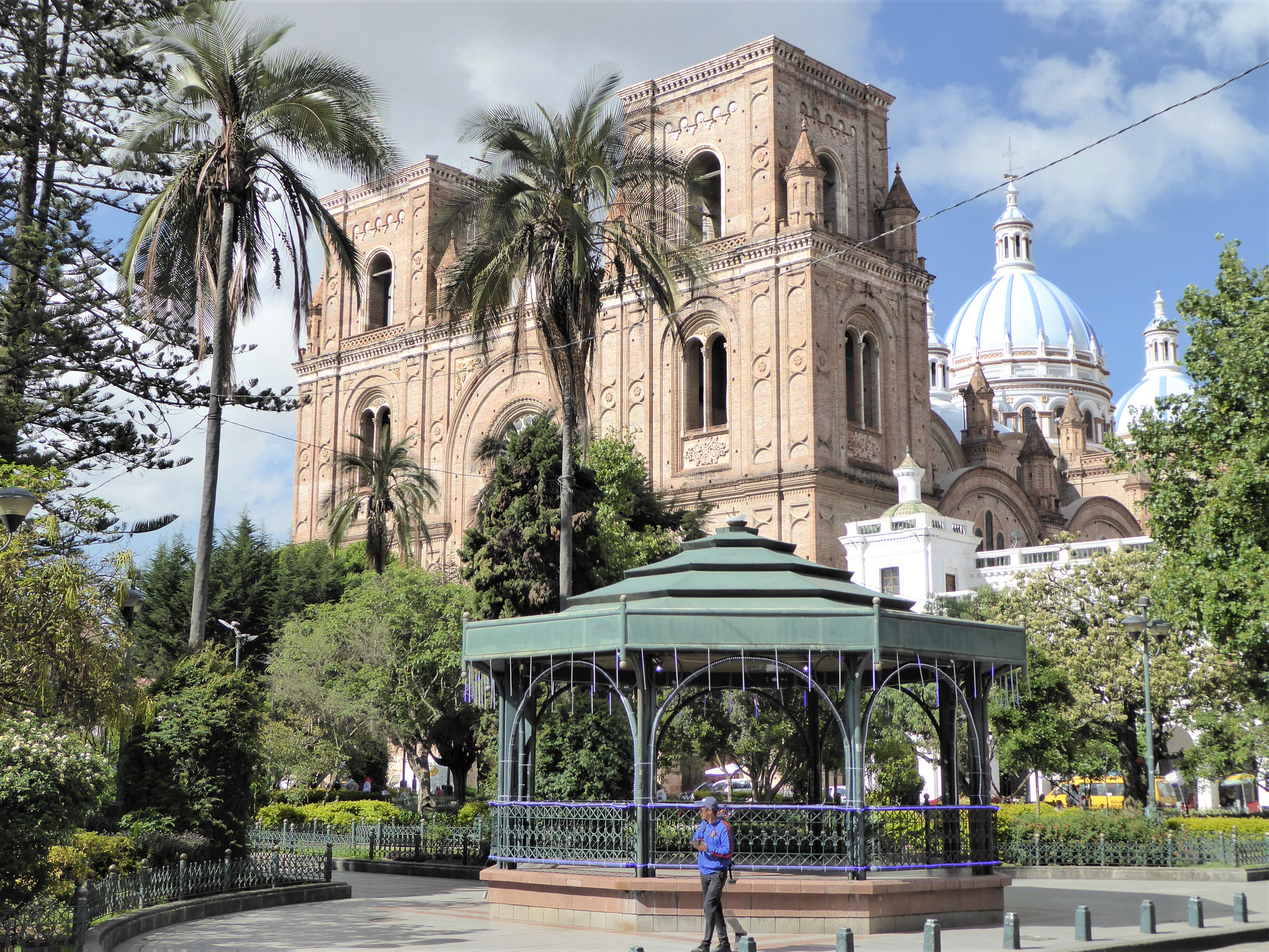
Catedral de la Inmaculada Concepción en Cuenca

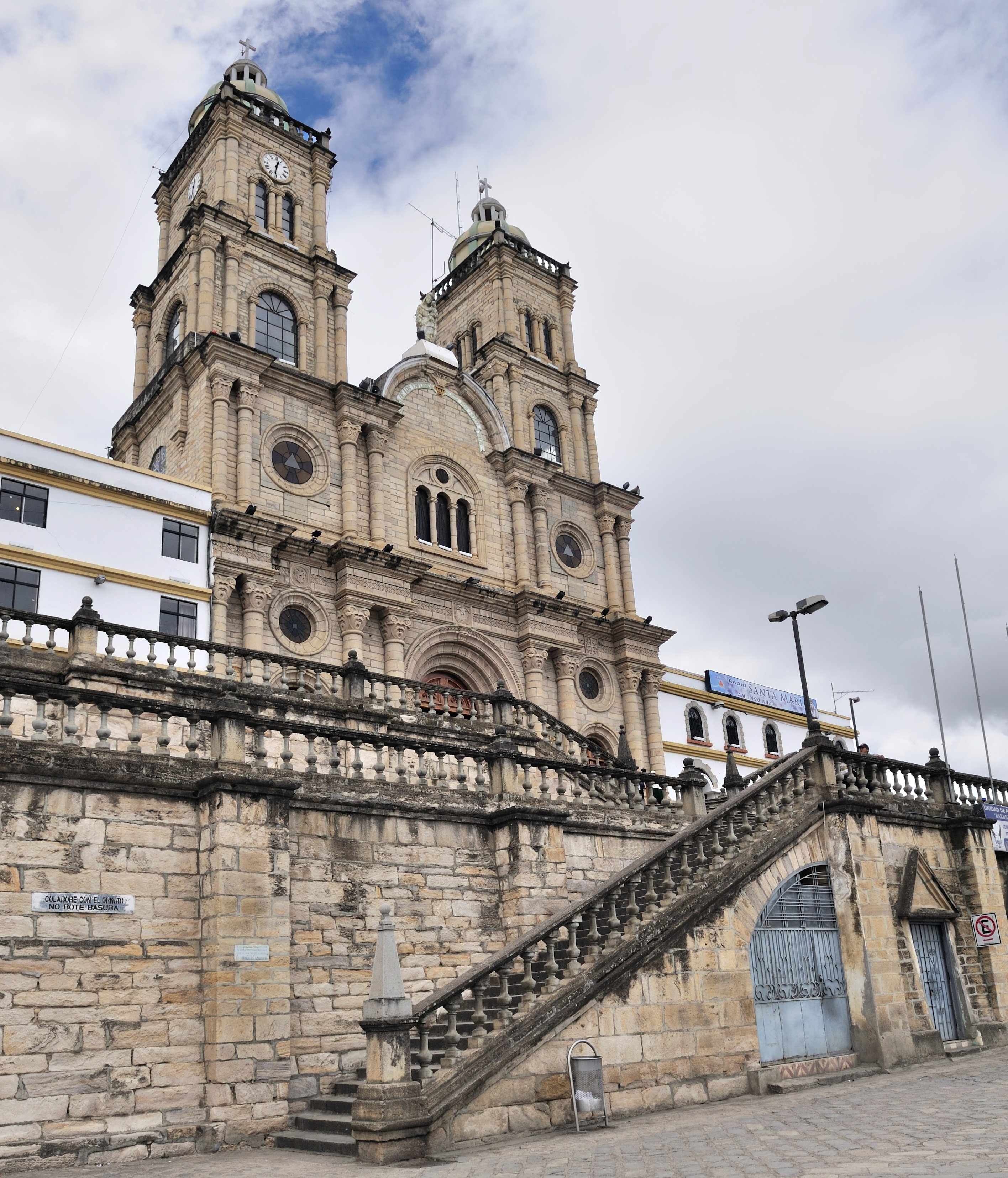
Santuario de la Virgen de la Nube en Azogues

A esto se suma la veneración que existe en la Orden del Carmen por el misterio de la inmaculada Concepción. El simbolismo la vincula con la asunción en una nube, ya que se cree que esta nube se levanta de las aguas sin conservar la densidad del líquido, por lo que de manera análoga la Virgen se levanta sin dejarse manchar, completamente limpia e inmaculada. Esta creencia se retrotrae al siglo III cuando San Metodio afirmó que Elías había sido instruido sobre estos misterios y conoció de manera profunda la señal de la nube y la pureza de la Virgen. Esta visión de Elías en el Carmelo se reprodujo, se cree, en Ecuador en la advocación de Nuestra Señora de la Nube, que se desarrollaría en la sierra centro de Ecuador, durante el siglo XIX. Este culto continuaría con mucha fuerza en esta zona de Ecuador a tal punto que cuando se tomó la decisión de construir una nueva Catedral de Cuenca, se la dedicaría al misterio de la Inmaculada Concepción justamente. Su construcción empezaría en 885 y terminaría alrededor de 100 años después en la década de 1980. 
Esta devoción también se extendería a la amazonía de Ecuador con la propagación del culto a la Inmaculada Concepción en Macas. Esto tiene a su vez origen en la ciudad de Riobamba donde se habría encontrado una imagen el año. de 1635 por el Capitán Francisco Ortiz.

## Consagración

### Acta de Consagración
El acta de consagración se escribió en latín y fue leída en la ceremonia de consagración por parte del Rector del Colegio de San Gabriel quien era además visitador de la Compañía de Jesús en el Ecuador y otros países de Sudamérica. Esto se llevaría a cabo después de una procesión y la colocación de la primera piedra en el Altar.

Corazón Sacratísimo de Jesús, dígnate iluminar, defender, sostener y conservar bajo tu amparo soberano al Clero, la Magistratura y todo el Pueblo de la República del Ecuador, que se consagra a Tí perpetuamente con voto de eterna fidelidad. Oh Corazón Inmaculado de María! En Tí, como en limpísimo altar, depositamos este humilde don, confiando que, por tu mediación poderosa, será nuestra pobre ofrenda bondadosamente aceptada por el Señor.

Corazón Sacratísimo de Jesús, conserva incólume a la República del Ecuador.

Corazón Inmaculado de María, ruega a Jesús por nuestra República, protégela y defiéndela.
Acta de Consagración al Inmaculado Corazón de María

### Construcción del Altar en la Basílica del Voto Nacional

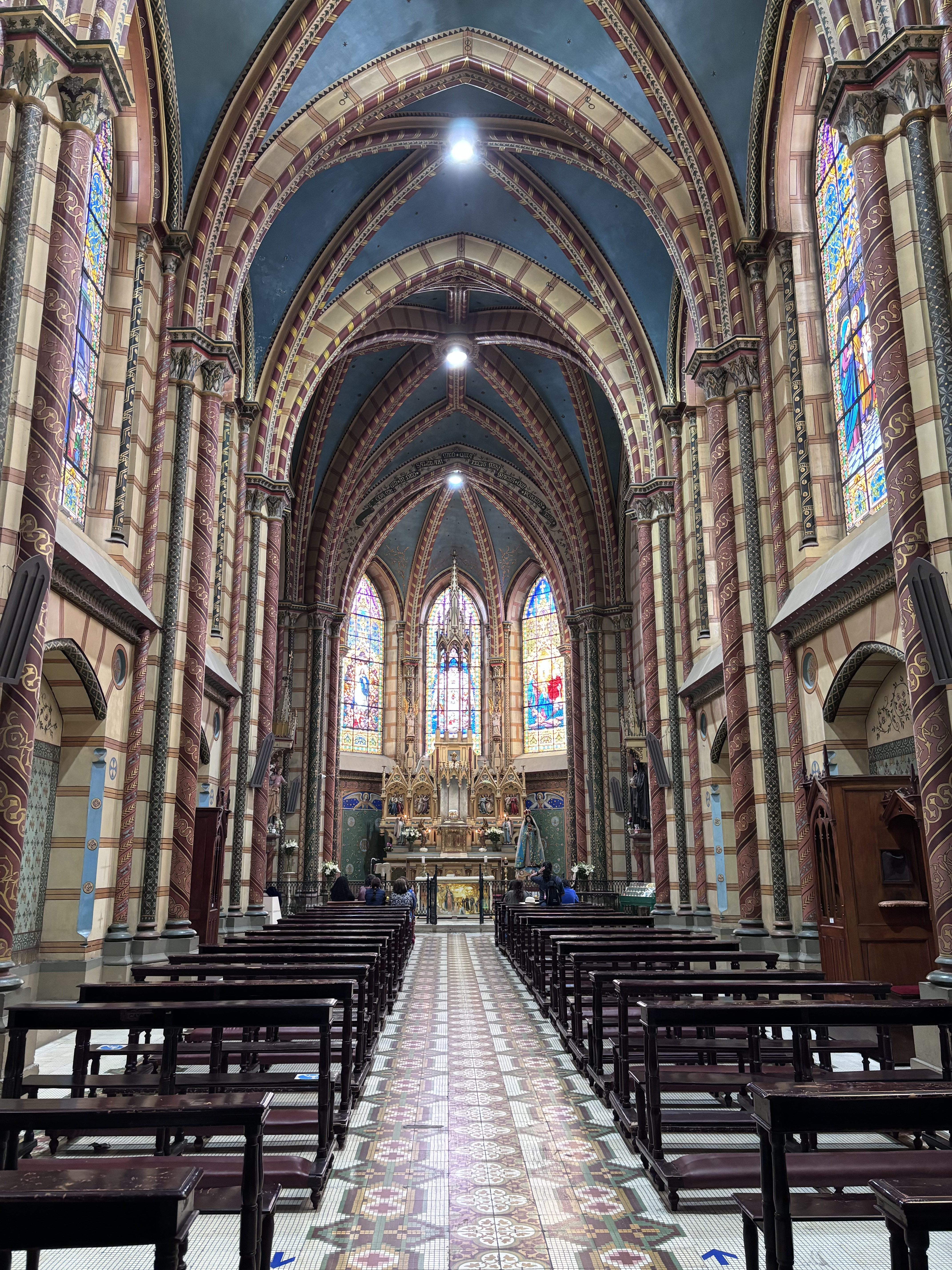
Capilla del Inmaculado corazón de María en la Basílica del Voto Nacional, Quito.

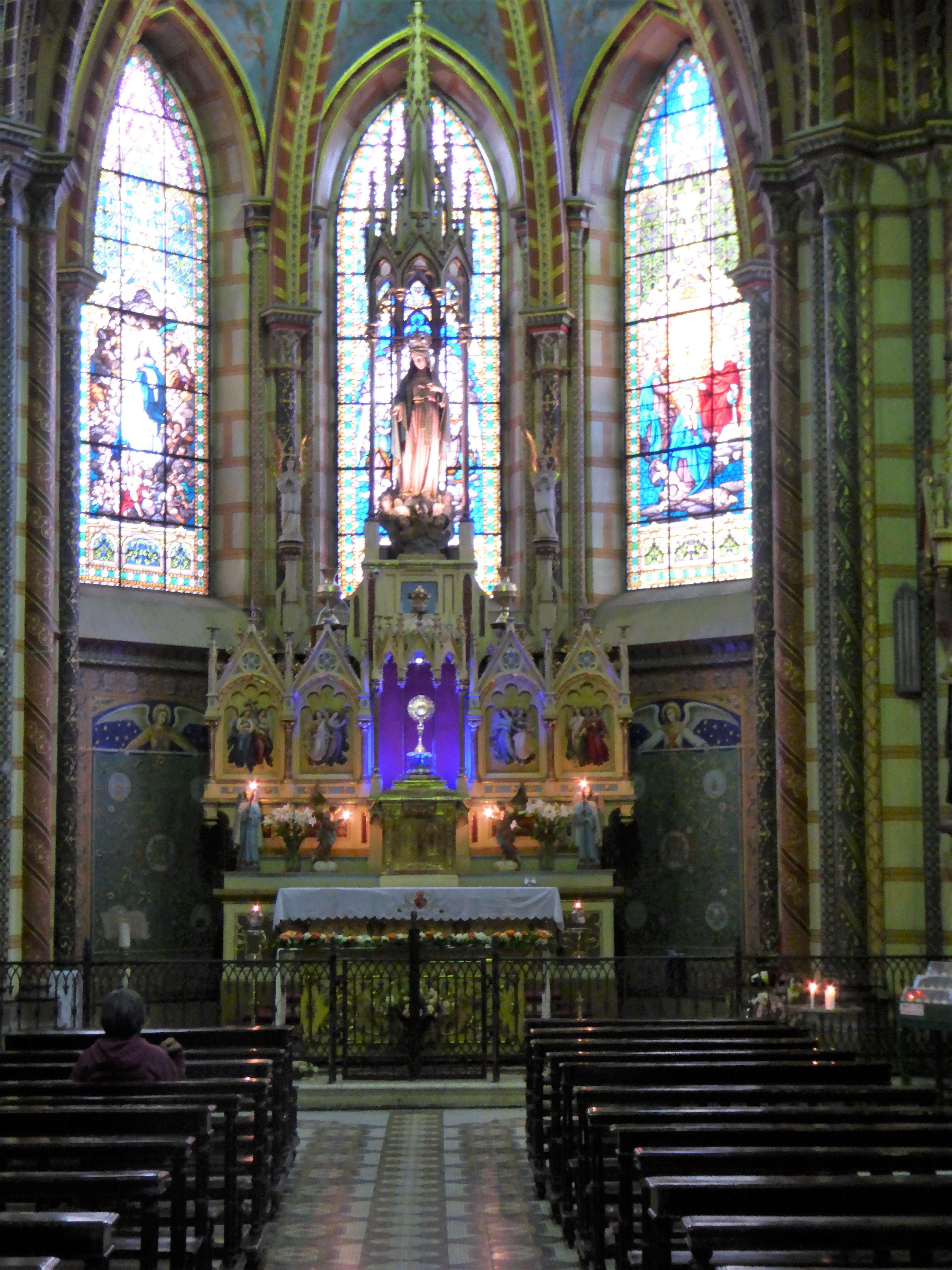
Altar con la imagen del Inmaculado Corazón de María, patrona de la República del Ecuador, en la Capilla homónima de la Basílica del Voto Nacional

Como parte del proceso de la consagración al Sagrado Corazón de Jesús, se decidió también consagrar Ecuador al Inmaculado Corazón de María, por la rica historia de devoción a este misterio mariano que existía en este país y porque se creía que el Sagrado Corazón de Jesús reinaría por medio del Inmaculado Corazón de María. Por esta razón durante la construcción de la Basílica del Voto Nacional dedicado al Sagrado Corazón se haría también una capilla dedicada al Corazón Puro de María con el fin de que las dos devociones tengan en ese lugar un santuario. El objetivo de la intermediación de María se lo describía como que la devoción "del Corazón Inmaculado de la Virgen ser el camino que nos lleve al pecho amante y herido del Salvador".
Al colocar la primera piedra de esta construcción se debía encerrar un testimonio que contenía el "Acta de la Consagración" que fue firmada por los poderes eclesiásticos y civiles de Ecuador. Esto ocurriría el 10 de julio de 1892 cuando se ratificaría la consagración. Esta acta dice:

Corazón Sacratísimo de Jesús, dígnate iluminar, defender, sostener y conservar bajo tu amparo soberano al Clero, la Magistratura, y todo el Pueblo de la República del Ecuador, que se consagra a Tí perpetuamente con voto de eterna fidelidad. Oh Corazón Inmaculado de María! En tí como en limpísimo altar, depositamos este humilde don, confinado que, por tu mediación poderosa, sería nuestra pobre ofrenda bondadosamente aceptada por el Señor. Corazón Sacratísimo de Jesús, conserva incólume a la República del Ecuador. Corazón Inmaculado de María, ruega a Jesús por nuestra República, protégela y defiéndela.

Esto a su vez fue aprobado por el Papa León XIII que nombró a la Virgen en su advocación del Límpio Corazón como la Patrona principal de la República del Ecuador. A su vez el Congreso del Ecuador aprobaría y ratificaría esta decisión:

El Congreso del Ecuador:

1. Que los Ilustrísimos Prelados de esta Provincia eclesiástica han consagrado la República al Corazón Inmaculado de María
2. Que en todo tiempo ha alcanzado esta Nación los más señalados favores y gracias del cielo por la mediación poderosa de la Santísima Virgen.
Decreta:
Artículo 1: La Legislatura, por su parte, consagra también el Ecuador al Corazón Inmaculado de María y reconoce a la augusta Madre de Dios por Excelsa Reina amantísima Madre y especial Protectora de esta República.
Artículo 2: El Poder Ejecutivo de acuerdo con los Ilustrísimos Prelados, impetrará de la Santa Sede que el Corazón Inmaculado de María sea declarado después del divino de Jesús, Patrón principal de esta República.

Artículo 3: Para recuerdo y testimonio perpetuos de la Consagración antedicha, se erigirá en esta Capital, en la cima del Panecillo y con fondos de la Nación, una estatua de bronce de la Santísima Virgen con esta inscripción en el pedestal: El ecuador a la Madre de Dios, Augusta Reina, Amabilísima Madre y Soberana Protectora de Esta República.

### La Virgen de El Panecillo y la escatología

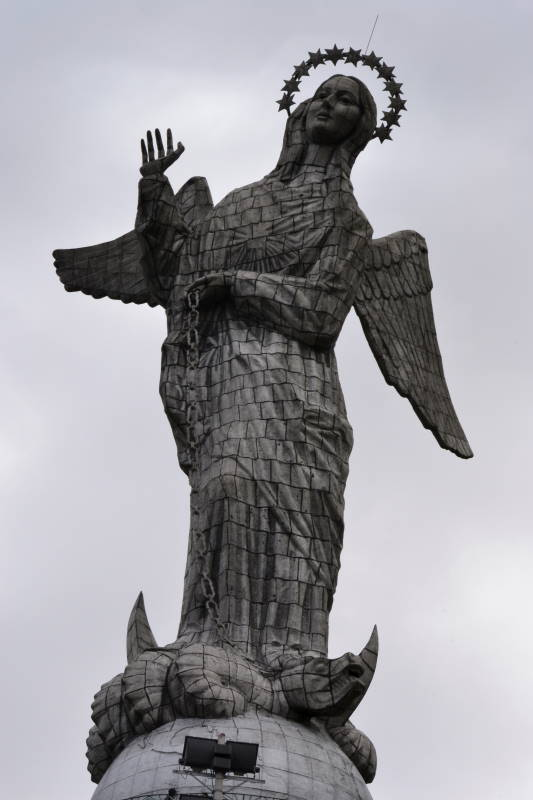
Virgen de El Panecillo

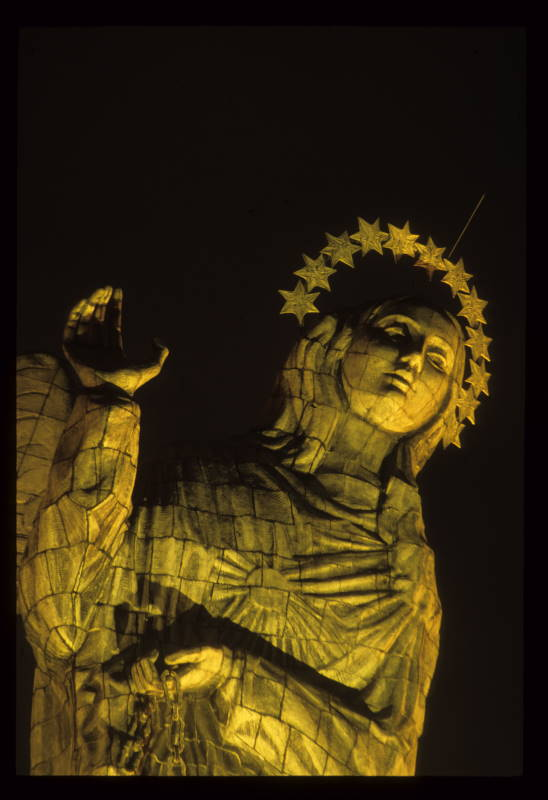
Detalle del Inmaculado Corazón en la Virgen de El Panecillo

Además de la capilla en la Basílica del Voto Nacional, se erigió un monumento en la cima del Panecillo que se convertiría en símbolo de la ciudad de Quito. Esta Virgen está a su vez inspirada en la Virgen de Legarda también conocida como Virgen de Quito, una advocación mariana que sería muy popular durante la Real Audiencia, tanto en las pinturas de Miguel de Santiago, como en las esculturas de Bernardo de Legarda. Esta Virgen vincula la devoción cordimariana con las profecías escatológicas que ocurrieron con la aparición de Nuestra Señora del Buen Suceso durante los primeros años de la colonia. Se cree que durante esta aparición se harían varias profecías, entre ellas la fundación de una república con el nombre de Ecuador y la consagración de este país al Sagrado Corazón. Por esta razón cuando se realizó esta consagración en el siglo XIX, vino acompañada de una interpretación escatológica que afirmaba que se estaba pasando de la Iglesia de Sardis, a la Iglesia de Filadelfia, es decir la historia estaba cambiando de la época de la reforma a la época de la caridad, simbolizado por el Corazón de Jesús. A su vez María, quien junto al apóstol Juan serían las únicas dos personas que escucharían el corazón de Jesús, sería la mediadora del reinado de Cristo en esta naciente república.

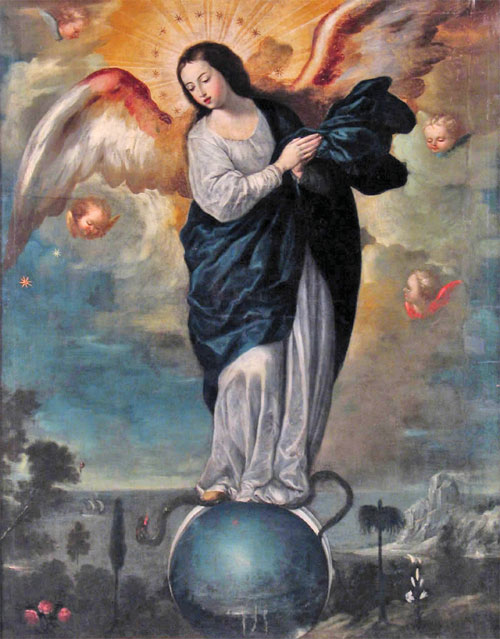
Virgen alada del Apocalipsis por Miguel de Santiago es la pintura donde Legarda se basa para su obra
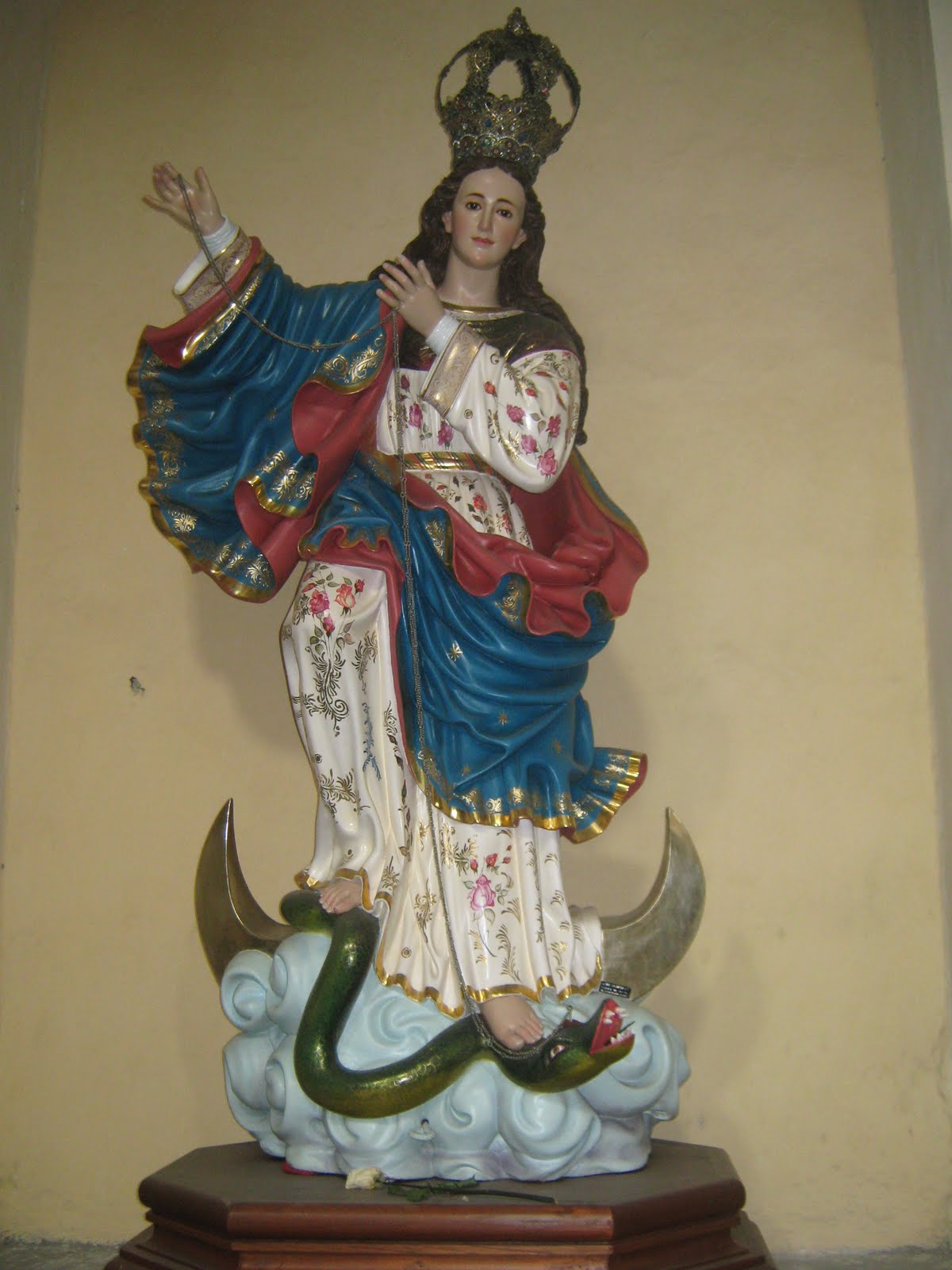
Replica de La Virgen del Apocalipsis de Bernardo de Legarda en la Iglesia de San Francisco (Popayán)
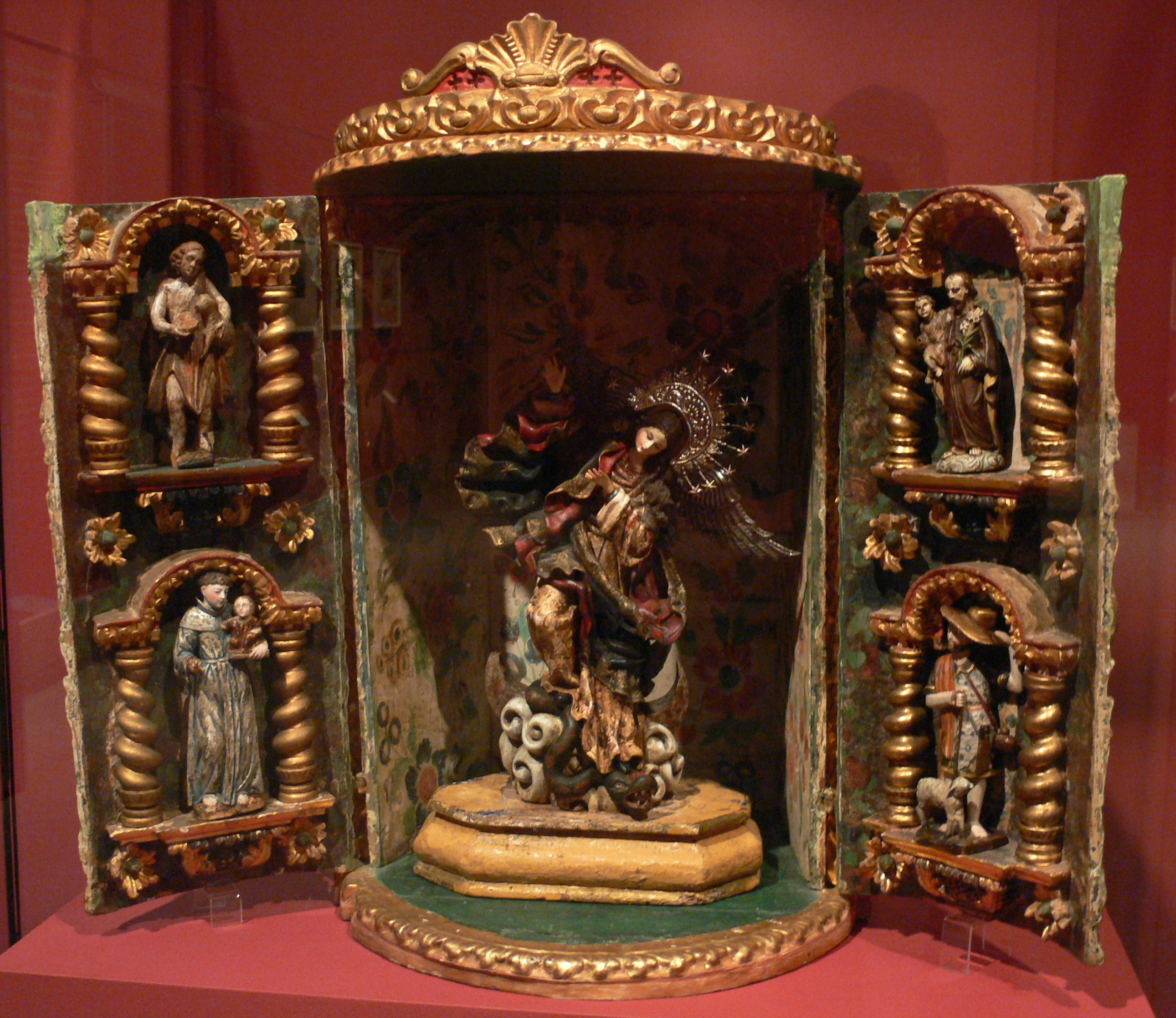
Altar de casa con la Virgen de Legarda en el Museo Etnológico de Berlín
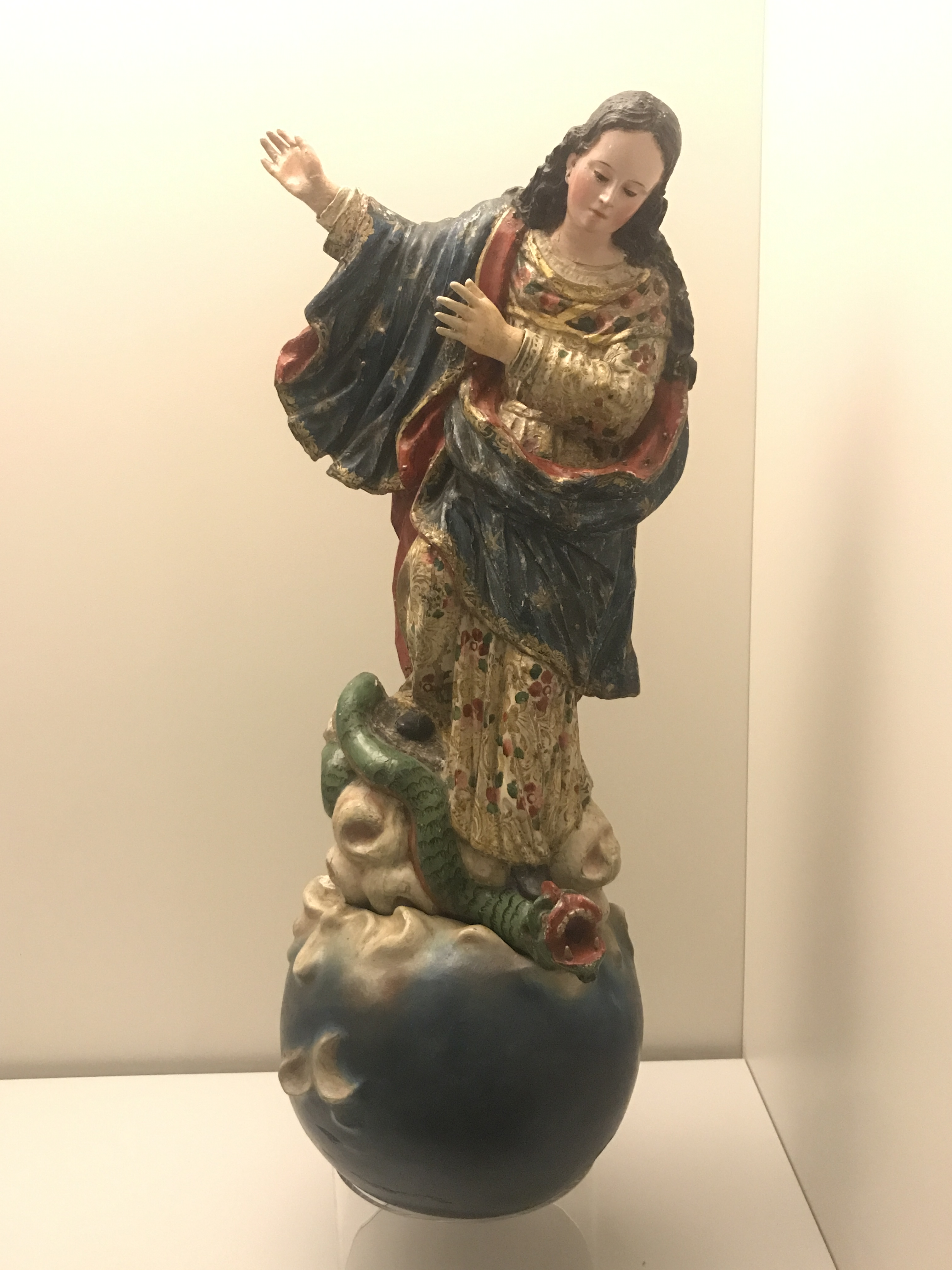
Virgen del apocalipsis, en el Museo de América en Madrid.
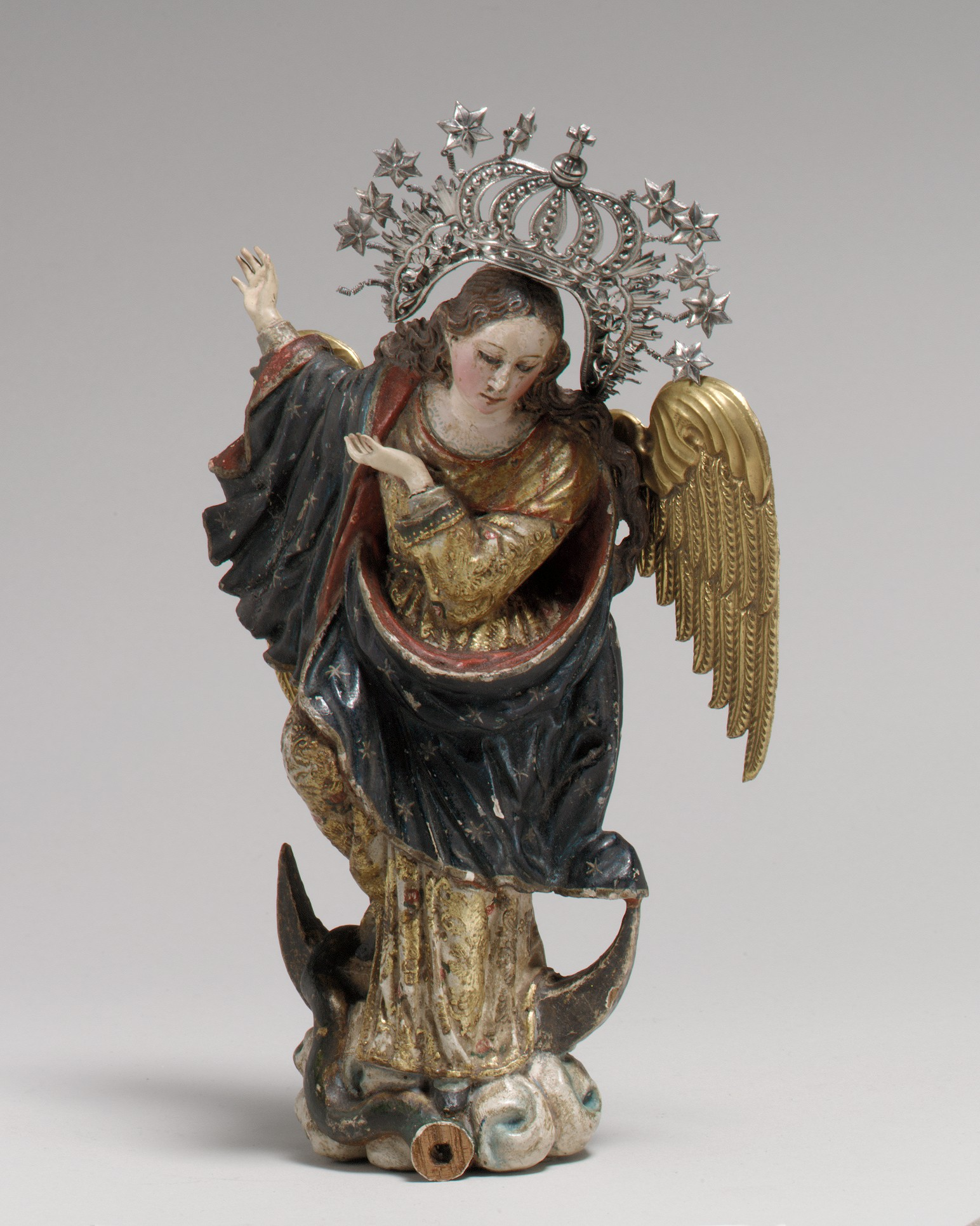
Réplica de la Virgen de Legarda en el Museo Metropolitano de Arte, Nueva York